# Billich (Orgelbauer)
Die österreichische Orgelbauerfamilie Billich prägte vom Beginn bis zum Ende des 19. Jahrhunderts über drei Generationen den Orgelbau in der Steiermark und in der ehemaligen Untersteiermark, der Stajerska, im heutigen Slowenien.

## Familienangehörige
Bartholomäus Billich (Pillich) (* 30. Juli 1808 in Dornbüchl/(Unter)Steiermark (heute: Trnovlje pri Celju/Slowenien); † 4. September 1862 in St. Martin bei Windischgrätz) war ein österreichisch-steirischer Orgelbauer.
B. Billich lebte in der Untersteiermark (ab 1837) in Marburg, Unterkötting bei Cilli (Spodnja Hudinja)/Slowenien (ca. 1842), eventuell in Gutenstein (Ravne na Koroškem) und St. Margarethen bei Cilli (Šmarjeta pri Celju), wo er spätestens ab 1838 Orgeln baute. Am 6. Februar 1842 heiratete er mit Maria Billich zwar nicht eine nähere, aber doch eine sehr entfernte Verwandte.
Karl (Carl) Billich (* 29. Oktober 1842 in Cilli; † 17. Oktober 1890 in Gospitsch/Kroatien) war ein österreichisch-steirischer Orgelbauer.
Carl Billich übernahm den Orgelbaubetrieb seines Vaters und war als Orgelbauer noch 1864/65 in Windischgrätz nachweisbar. Ab 1872 war er als Orgelbauer in Graz, Maschallgasse 22, nachweislich tätig. 1874 betrieb er den Orgelbau gemeinsam mit Josef Bracher und arbeitete u. a. an der Orgel der ehemaligen Stiftskirche Pöllau. 1882 wurde er für den Umbau der Orgel im Grazer Dom herangezogen und in weiterer Folge von Karl Radler und Ludwig Carl Seidler öffentlich empfohlen. Seine letzten Arbeiten betrafen 1888 Orgeln für die Steiermark und das Kärntner Lavanttal. Seine Orgeln weisen noch mechanische Trakturen auf, wobei der Pleno-Tritt als Besonderheit anzuführen ist, den er selbst bei kleineren Orgeln baute. Am 3. Juni 1867 heiratete er in St. Marein Helena Jantschge, die am 22. März 1844 in Aichberg bei Wolfsberg als „Armenbeteilte“ starb.
Franz (Ferenc) Billich (* 9. Jänner 1871 in Sankt Margarethen im Lavanttal; † 3. November 1906 in Ungarisch-Altenburg) war ein österreichisch-steirischer Orgel- und Klavierbauer. Um das Jahr 1892 ist er als Orgel- und Klavierbauer in Cilli nachweisbar. 1896/97 trat er bei musikalischen Veranstaltungen von Grazer Vereinen als Klavierbegleiter in Erscheinung. Franz Billich befand sich öfters in finanziellen Nöten, sodass er mehrmals wegen Veruntreuung zu Haftstrafen verurteilt wurde. F. Billich war mit Josefa Voith verheiratet.

## Werkliste

### Bartholomäus Billich (1808–1862)
| Jahr | Ort                      | Gebäude               | Bild | Manuale | Register | Bemerkungen |
| ---- | ------------------------ | --------------------- | ---- | ------- | -------- | ----------- |
| 1838 | Laziše                   | Kirche in Laziše      |      | I/P     | 8        | Slowenien   |
| 1840 | Studenice                | Kirche in Studenice   |      | I/P     | 9        | Slowenien   |
| 1842 | St. Michael ob Prassberg | Pfarrkirche           |      | I/P     | 7        | Slowenien   |
| 1846 | Oberlosnitz              | Kirche in Oberlosnitz |      | I/P     | 9        | Slowenien   |

und weitere Orgeln in Slowenien als der ehemaligen Untersteiermark

### Karl (Carl) Billich (1842–1890)
| Jahr | Ort                           | Gebäude                                    | Bild | Manuale | Register | Bemerkungen                                            |
| ---- | ----------------------------- | ------------------------------------------ | ---- | ------- | -------- | ------------------------------------------------------ |
| 1875 | Laßnitz bei Murau             | Pfarrkirche Laßnitz bei Murau hl. Nikolaus |      | I/P     | 8        |                                                        |
| 1876 | Wiel                          | Pfarrkirche Wiel                           |      | I/P     | 8        | [ 1 ]                                                  |
| 1880 | Olbendorf                     | Pfarrkirche Olbendorf                      |      | I/P     | 9        |                                                        |
| 1880 | Murau                         | Pfarrkirche Steirisch Laßnitz              |      | I/P     | 8        | 1880 von Carl Billich restauriert                      |
| 1884 | Pöls-Oberkurzheim             | Pfarrkirche Allerheiligen bei Pöls         |      | I/P     | 8        |                                                        |
| 1885 | Sankt Johann-Köppling         | Pfarrkirche Sankt Johann ob Hohenburg      |      | II/P    | 14       | Wurde 1993 in die Erdberger Pfarrkirche übertragen.    |
| 1887 | Gratkorn                      | Pfarrkirche Gratkorn                       |      | II/P    | 12       |                                                        |
| 1887 | Kumberg                       | Pfarrkirche Kumberg                        |      | II/P    | 12       | 1886/87 von Carl Billich umgebaut                      |
| 1887 | Sankt Lorenzen bei Scheifling | Pfarrkirche St. Lorenzen bei Scheifling    |      | I/P     | 9        | Diese Orgel wurde 1970 aus Neumarkt hierher übertragen |
| 1888 | Stanz im Mürztal              | Filialkirche St. Ulrich                    |      | I/P     | 7        |                                                        |
| 1888 | Aich                          | Pfarrkirche Assach                         |      | I/P     |          |                                                        |
| 1888 | Dobl-Zwaring                  | Pfarrkirche Dobl                           |      | I/P     | 8        | im Jahre 2009 saniert                                  |